# Stara Trta
Die Stara trta (slow. Alter Weinstock) ist der slowenische Name des mit über 400 Jahren angeblich ältesten, alljährlich austreibenden und Trauben tragenden Weinstocks der Welt. 
Die Žametovka-Rebe wächst am Haus Alter Weinstock (slowenisch: Hiša Stare trte), in der Vojašniška ulica im Stadtviertel Lent in Maribor am linken Ufer der Drau (→ Weinbau in Slowenien). 
Ableger dieser Rebe gedeihen beispielsweise im Schlosshof von Ptuj, am Schloss Grad und in einer Wohnanlage in Graz. 
Alljährlich werden Anfang Oktober bis zu 50 Kilogramm Trauben feierlich geerntet und zu einem Wein vergoren, der auf künstlerisch gestaltete Flaschen gezogen wird. Er ist wegen seiner Rarität exklusiv, seine Qualität ist meist eher bescheiden.
Die Stara trta ist als ältester Weinstock der Welt im Guinness-Buch der Rekorde verzeichnet.

## Galerie

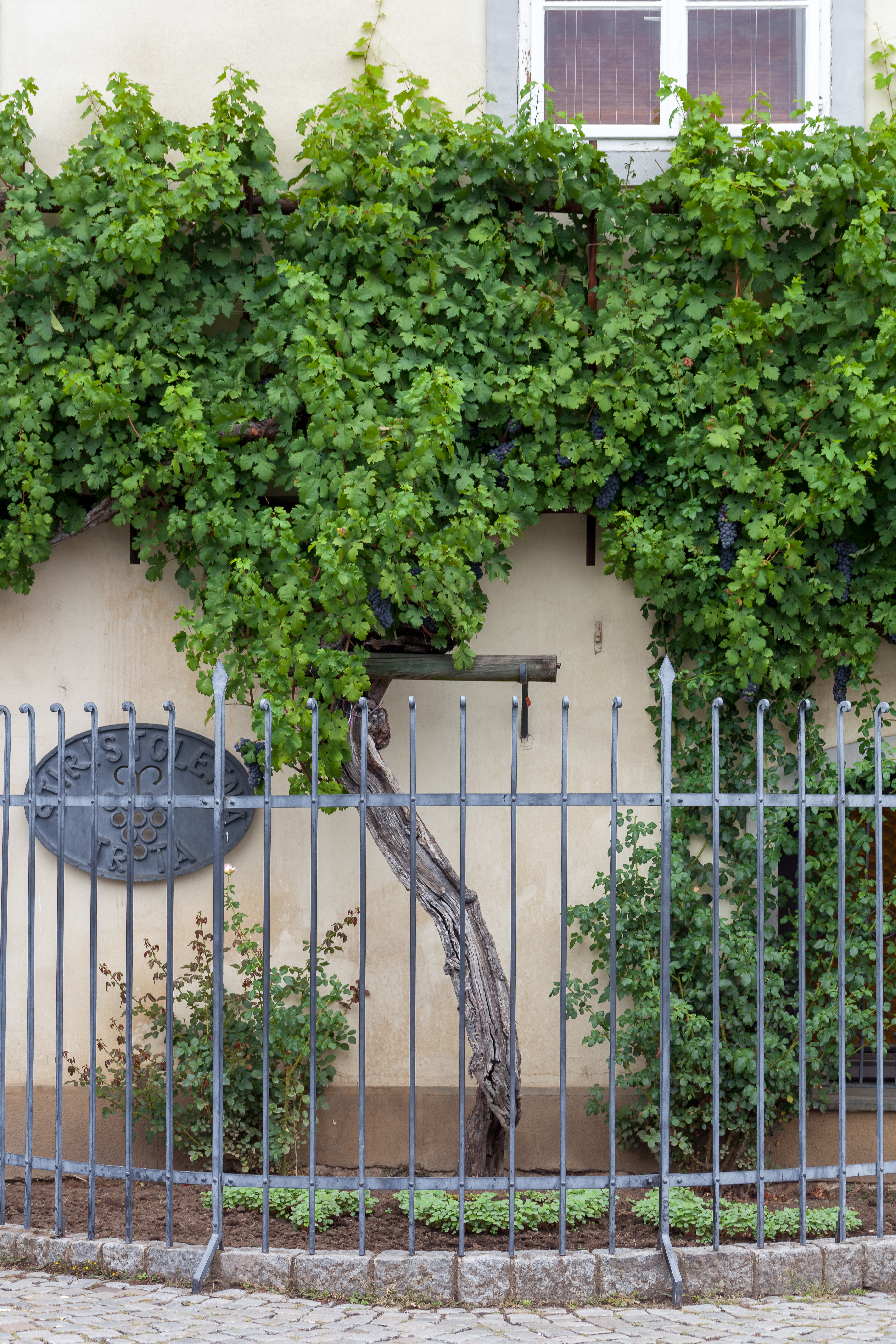
Die Stara trta
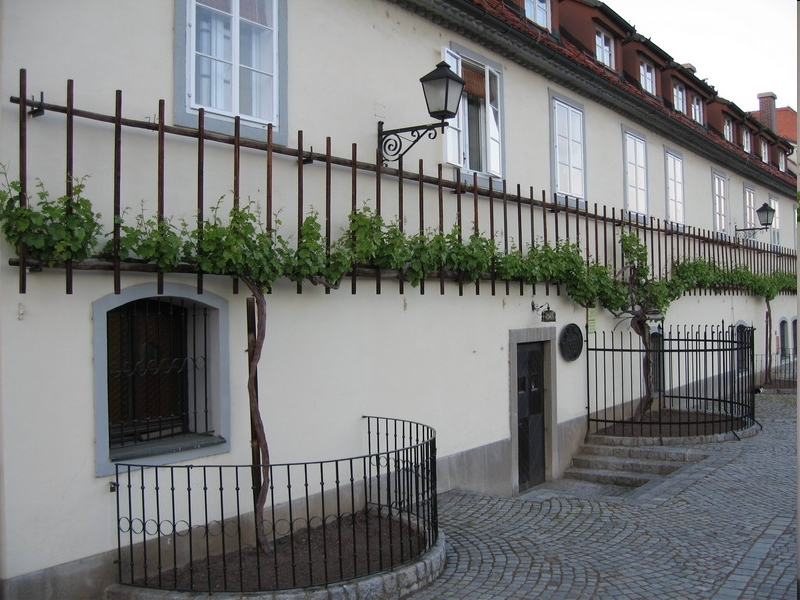
Die Stara trta im Frühjahr
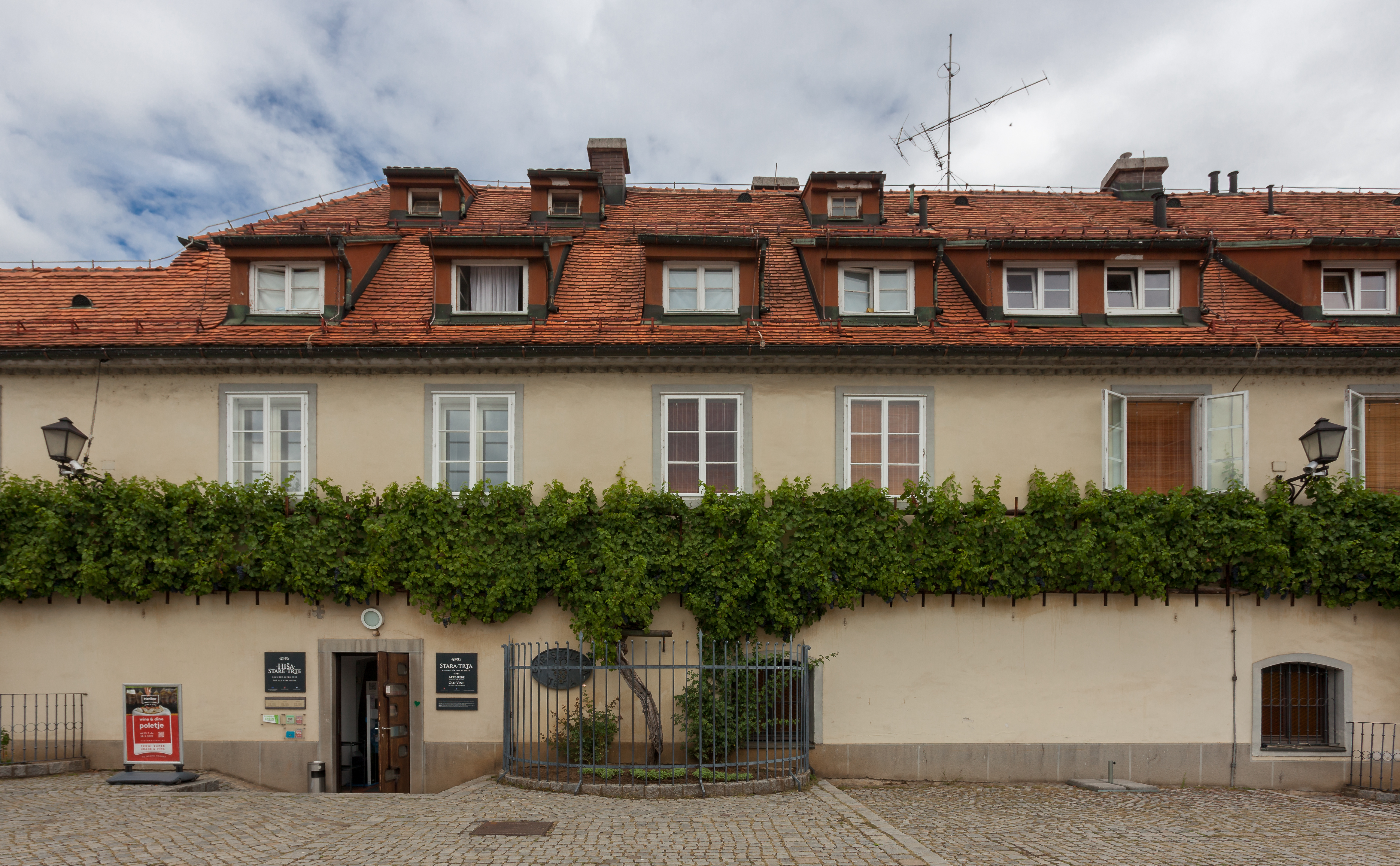
Die Stara trta im Sommer
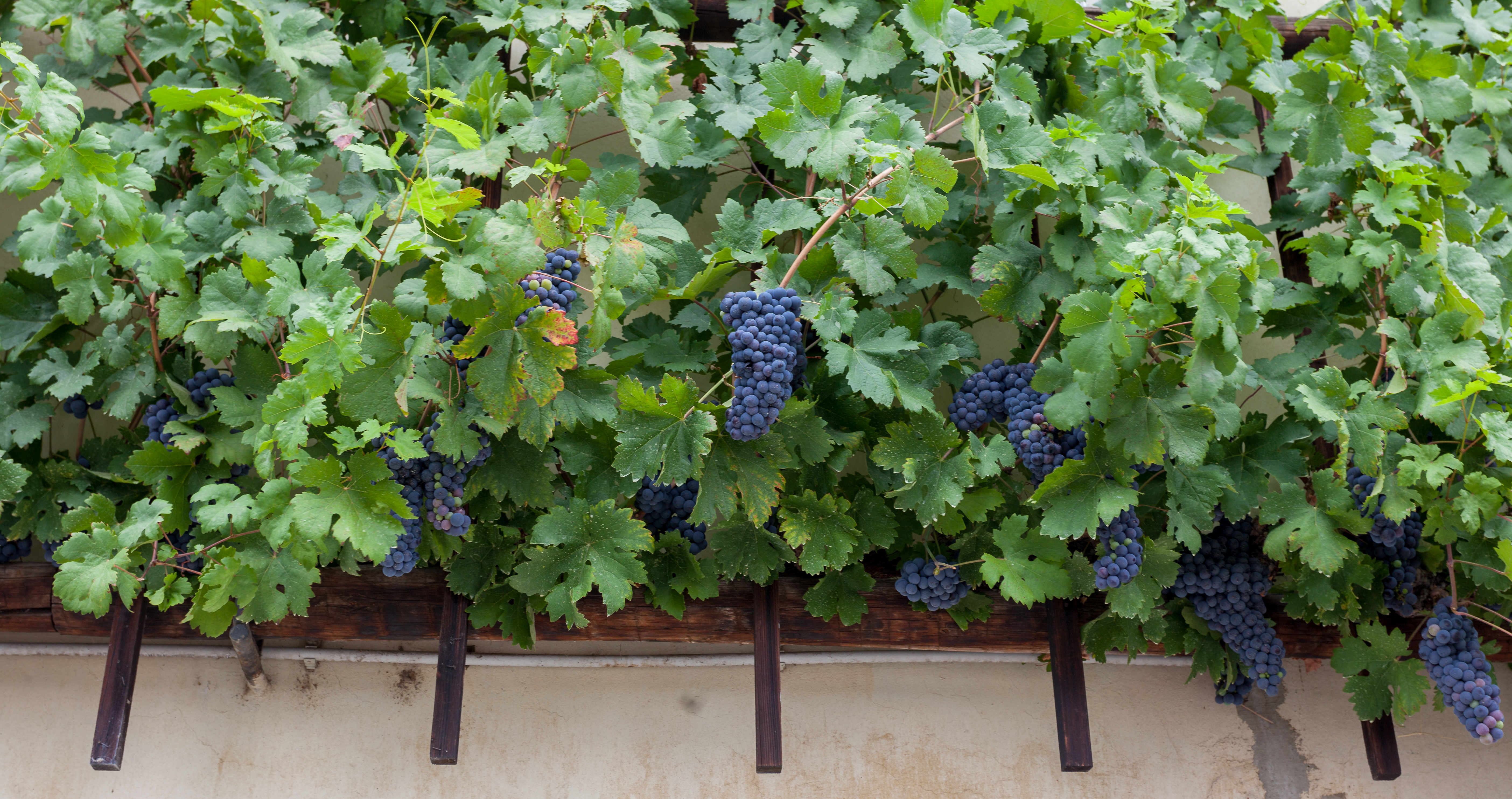
Trauben
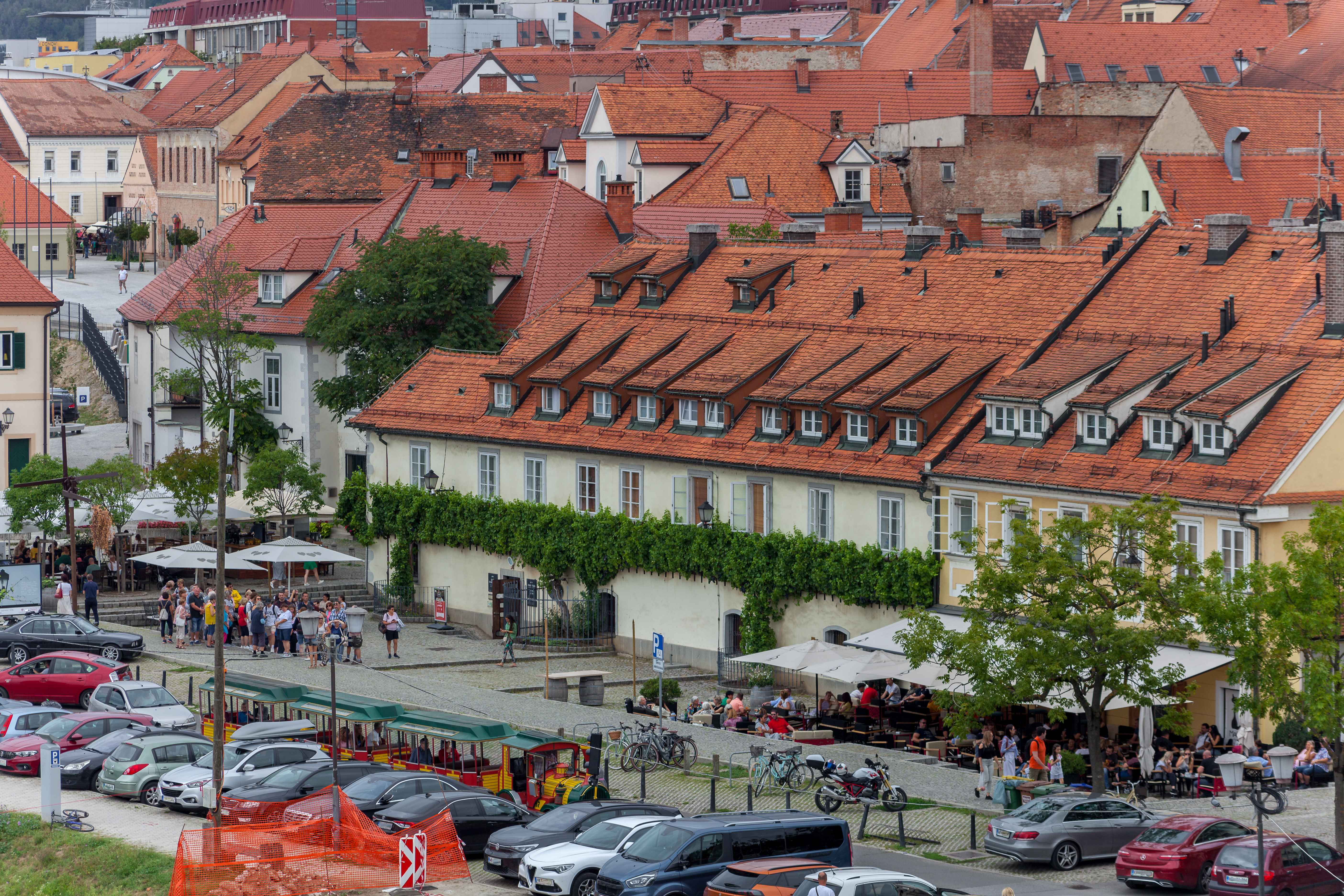
Blick auf den Weinstock